# Henriette Renié
Henriette Renié (Parigi, 18 settembre 1875 – Parigi, 1º marzo 1956) è stata un'arpista e compositrice francese.
Ha codificato un metodo per arpa ampiamente usato.

## Biografia
Henriette Gabrielle Marie Sophie Renié nasce il 18 settembre 1875 a Parigi, figlia di Jean Émile Renié, artista eclettico capace di eccellere sia come pittore che come attore e cantante professionista, basso particolarmente apprezzato da Gioachino Rossini, e Gabrielle Marie Mouchet.
Come figlia d'arte frequentò l'ambiente musicale fin dall'infanzia, intraprendendo gli studi di pianoforte e dimostrando una spiccata predisposizione. Prima dei cinque anni d'età tuttavia, assistendo a un concerto del belga Alphonse Hasselmans, noto arpista del periodo, si innamorò dello strumento dichiarando: "Quell'uomo sarà mio maestro d'arpa".
Sotto la guida di Hasselmans, Renié iniziò gli studi all'età di otto anni, dovendo affrontare anche una difficoltà prettamente legata alla sua corporatura: a quell'età si narra fosse ancora troppo piccola, non riuscendo per le dimensioni dello strumento a raggiungere i pedali con i piedi. Il padre, vedendola molto determinata, sviluppò delle estensioni che le permettevano di azionare i pedali senza dover scendere dallo sgabello.
Hasselmans aveva iniziato a insegnare al Conservatorio di Parigi, e si incontrarono a metà strada per fare lezione presso il laboratorio di Sebastian Erard, famoso costruttore di arpe. Nel 1885, divenne una studentessa regolare del Conservatorio. A dieci anni, vinse un secondo premio in termini di prestazioni arpistiche (la commissione aveva effettivamente votato per darle il primo premio, ma il direttore aveva deciso che era inappropriato), e all'età di undici anni, vinse il Premier Prix.
Renié iniziò ad insegnare presto, a nove anni, dichiarò suo fratello e amico Fernand Maignen, suonava l'arpa e iniziò ad insegnare anche a lui, e dopo il suo successo presso il Conservatorio, studenti provenienti da tutta Parigi, molti dei quali più del doppio della sua età, arrivavano per vederla suonare.

Dopo la laurea a soli dodici anni, diede spettacoli in giro per la Francia e insegnò a studenti in tutta Parigi. Un'eccezione fu fatta per lei riguardo alle lezioni di armonia al Conservatorio, che normalmente non erano concesse agli studenti sotto i quattordici anni. I suoi professori: Théodore Dubois, Ambroise Thomas, Jules Massenet la incoraggiarono anche a comporre. Tuttavia, era abituata all'idea che le donne dovessero rimanere a casa ed era riluttante ad iniziare un'arte che fino ad allora era stata quasi totalmente di monopolio maschile.

I suoi quindici anni, durante i quali Renié diede il suo primo recital da solista a Parigi, segnarono i suoi problemi, sempre più crescenti, con Hasselmans: i suoi genitori, infatti avevano omesso di elencarlo come direttore d'orchestra sui programmi. Henriette dovette ristampare a sue spese i programmi per placare il suo insegnante. Tuttavia, la tensione tra di loro continuò: Hasselmans prese per sé tutti gli studenti professionali, lasciando a Henriette l'insegnamento di giovani donne d'elevata condizione sociale, che imparavano a suonare soltanto per aumentare le proprie condizioni culturali in vista di matrimoni. Di conseguenza, quando gli studenti seri avvicinavano Renié, spesso lei doveva dare lezioni in segreto. Col passare del tempo, Hasselmans rifiutò di raccomandarla a direttori come solista e diffuse segmenti dei suoi brani inediti nelle sue classi, senza darle alcun compenso. Tuttavia, Renié rimase fedele a lui.
Nel 1901 Renié, completato il Concerto in do minore che aveva cominciato a comporre mentre era presso il Conservatorio, su consiglio di Dubois, lo mostrò a Camille Chevillard, che la scritturò per alcuni concerti. Purtroppo, Renié, aveva subito un grave disturbo allo stomaco a 21 anni che l'aveva lasciata molto debole, ma dovette svolgere i concerti nonostante la sua malattia. Tuttavia, queste esibizioni stabilizzarono Renié, non solo come virtuosa, ma come compositrice e contribuirono a mostrare l'arpa come uno strumento solista, ispirando altri compositori a scrivere per essa.
Nel 1903, compose un brano per arpa (Légende d'après les Elfes de Leconte de Lisle) ispirato alla poesia Les Elfes (Gli elfi) scritta da Charles Marie René Leconte de Lisle. Questo brano è ancora oggi considerato molto prestigioso e viene richiesto come obbligatorio in molti concorsi come il più importante per questo strumento: Il Concorso di Israele.
Lo stesso anno, Renié presentò Marcel Grandjany, che allora aveva undici anni, quale suo allievo al Conservatorio, ma Hasselmans gli negò l'ammissione; questo studente, che in seguito diventerà un prolifico compositore per arpa, sarà accettato soltanto l'anno successivo come allievo. Infatti a tredici anni, Grandjany vinse il Premier Prix. (Egli, insieme con Mildred Dilling, introdurrà il metodo "Renié" negli Stati Uniti.)
Nel 1912, Hasselmans e Renié si riconciliarono. Ella annunciò che era fisicamente in grado di insegnare al Conservatorio e voleva prendere il posto del suo vecchio maestro, anche se non c'erano professoresse che insegnavano nelle classi di strumenti avanzati. Tuttavia, il Conservatorio, in quanto istituzione governativa, richiesta l'approvazione da parte del Ministero della Pubblica Istruzione, a causa delle credenze religiose di Renié, diede il posto a Marcel Tournier. Si dice che Hasselmans sia morto proprio la notte dopo aver sentito che la sua ex allieva non sarebbe stata nominata. 

Rifiutò una posizione presso l'Ecole Normale de Musique, ma fece nascere un concorso internazionale nel 1914: il "Concours Renié", che comprendeva una somma notevole di denaro come premio, ed ha avuto significanti musicisti e compositori nella giuria nel corso degli anni, come Carlos Salzedo, Maurice Ravel, Marcel Grandjany, e Gabriel Pierné.

Durante la prima guerra mondiale, Renié sopravvisse dando lezioni, e diede anche concerti di beneficenza quasi ogni notte. Dopo la guerra, Arturo Toscanini offrì a Renié un contratto, che lei rifiutò a causa della salute precaria di sua madre.

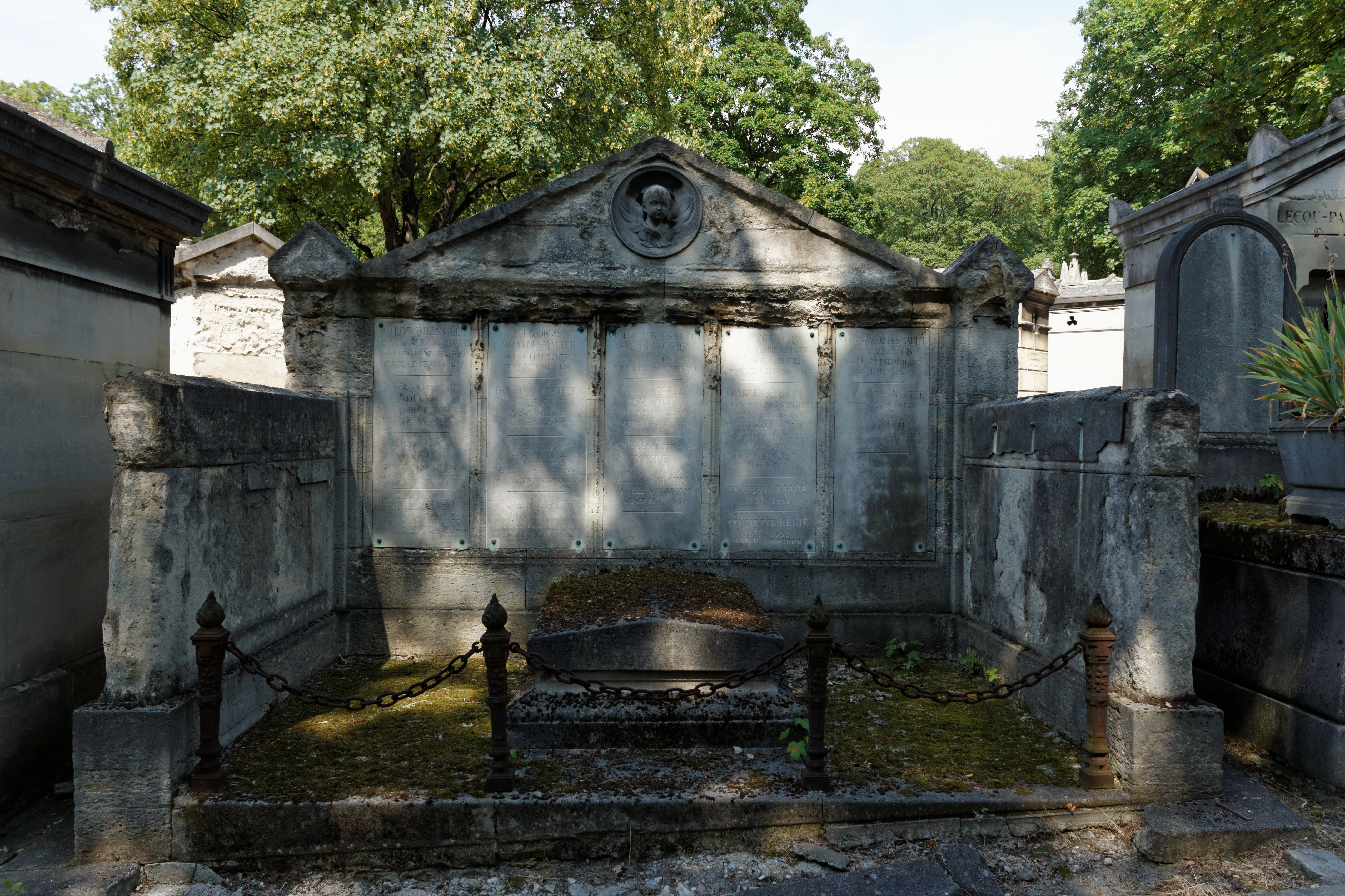
La tomba delle famiglie Jacob-Desmalter, Mouchet e Renié presso il cimitero di Père-Lachaise di Parigi, dove è tumulata Henriette Renié.

Nel 1922, un politico la candidò per la Legione d'Onore, ma fu respinta ancora una volta per le sue credenze religiose.
Renié cominciò a partecipare a trasmissioni radiofoniche e registrò nel 1926 per Columbia e Odéon. Le sue registrazioni fecero il tutto esaurito in tre mesi, ma le sessioni di registrazione sfiancarono l'arpista, così lei si rifiutò di firmare nuovi contratti, nonostante il suo crescente successo. Nel 1937, cominciò a lamentarsi nel suo diario della fatica e degli sforzi eccessivi, la malattia la costrinse anche a rinviare e annullare concerti.
Durante la Seconda guerra mondiale Renié, su richiesta del suo editore, elaborò un metodo per Arpa, che divenne il suo obiettivo principale durante il conflitto. In due volumi, è uno studio approfondito della tecnica arpistica e musicale. Essa è stata adottata da arpisti internazionali quali Grandjany, Dilling e Susann McDonald. Il suo insegnamento arrivò tramite i suoi allievi nei conservatori di tutto il mondo.
Gravi malattie come nevriti, attacchi di bronchite, polmonite, infezioni digestive ridussero Renié quasi una disabile, continuò tuttavia a dare lezioni e concerti, nonostante l'intenso livello di sedativi che continuò a prendere.
Quando Tournier si ritirò dal Conservatorio dopo 35 anni, venne chiesto a Renié di prendere il suo posto, ma rifiutò.
Le fu finalmente data la Legion d'onore, e morì un anno dopo nel marzo 1956. Dopo le esequie le sue spoglie vennero tumulate nella tomba delle famiglie Jacob-Desmalter, Mouchet e Renié presso il cimitero di Père-Lachaise di Parigi, nel XX arrondissement della città.
Salvi, il successore di Erard, ha creato un'arpa di modello "Renié", e l'Istituto francese ha creato il premio Henriette Renié Premio" per la composizione musicale per Arpa".

## Composizioni
- Ballade Fantastique, per arpa.
- Contemplation, per arpa.
- Danse des Lutins, per arpa.
- Deuxieme Ballade, per arpa.
- Feuillets d'Album: Esquisse - Danse d'Autrefois – Angelus, per arpa.
- Grandmere raconte une histoire, per arpa.
- Légende d'après les Elfes de Leconte de Lisle, per arpa.
- Op. 1, 1ere suite: Menuet - Au Bord du Ruisseau - Petite Valse, per arpa.
- Op. 1, 2eme suite: Air Ancien - Lied - Valse Melancolique, per arpa.
- Op. 2, 1ere suite: Conte de Noel - Recueillement - Air de Danse, per arpa.
- Op. 2, 2eme suite: Invention dans le Style Ancien - Reverie - Gavotte
- Piece Symphonique (In 3 episodi), per arpa.
- Promenade Matinale: Au loin dans la Verdure, per arpa.
- Promenade Matinale: Dans la Campagne Ensoleillée, per arpa.
- Les Pins de Charlannes per 2 arpe o arpa e pianoforte.
- Scherzo - Fantasie, per arpa e violino.
- Andante Religioso, per arpa, violino e violoncello.
- Trio, per arpa, violino e violoncello.
- Concerto in do minore, per arpa e orchestra.
- Deux pieces symphonique: Elegie - Danse Caprice, per arpa e orchestra.
- Pieces symphonique, in tre episodi per arpa.
- Fetes Enfantines: la Vierge à la Crèche - Mascarada - Cloches de Pâques, per arpa e voce recitante.
- Près d'un berceau, per soprano e arpa.

## Studenti Famosi
- Marcel Grandjany
- Mildred Dilling
- Harpo Marx
- Susann McDonald
- Odette Le Dentu